# Pas fronterer de Beni Ensar
El pas fronterer de Beni Ensar o Aït Nsar (en àrab آيث نصار, Āyt Anṣār, o بني انصار, Banī Anṣār; en amazic ⴰⵢⵝ ⵏⵙⴰⵔ o Aït Nsar) és un pas fronterer entre la ciutat autònoma espanyola de Melilla i la ciutat marroquina de Beni Ensar. És considerat un dels passos fronterers més transitats d'Àfrica, juntament amb el pas de Tarajal entre el Marroc i Ceuta.
El seu trànsit, a més de turistes, és principalment de «vehicles de contraban», per part de marroquins que compren productes a Melilla a menor cost per vendre'ls a major valor al seu país. Quant als moviments migratoris, Melilla és centre d'atenció dels fluxos migratoris de població africana cap als territoris de la Unió Europea. En els últims anys han augmentat el nombre de subsaharians que intenten ingressar il·legalment a Espanya.
Cap a març de 2014 la duana de Beni-Ensar (Aït Nsar) va començar a realitzar obres de remodelació per agilitar el trànsit de persones i vehicles Des de novembre de 2014 els immigrants que creuen el pas poden sol·licitar asil. Amb aquesta finalitat el març de 2015 es va obrir formalment una oficina.
És el pas fronterer més important dels quatre que s'estenen entre Melilla i el Marroc, l'únic que funciona com a duana comercial i l'únic que roman obert les 24 hores del dia els 365 dies de l'any.

## Galeria

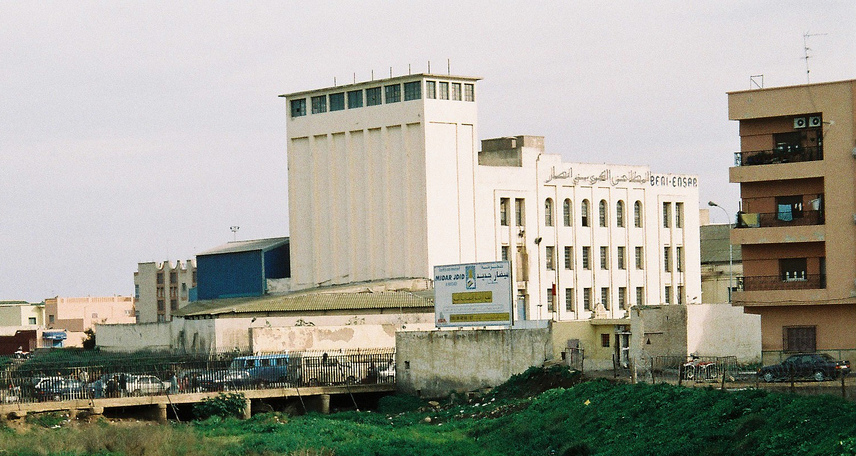
Accés des de Beni Ensar / Aït Nsar
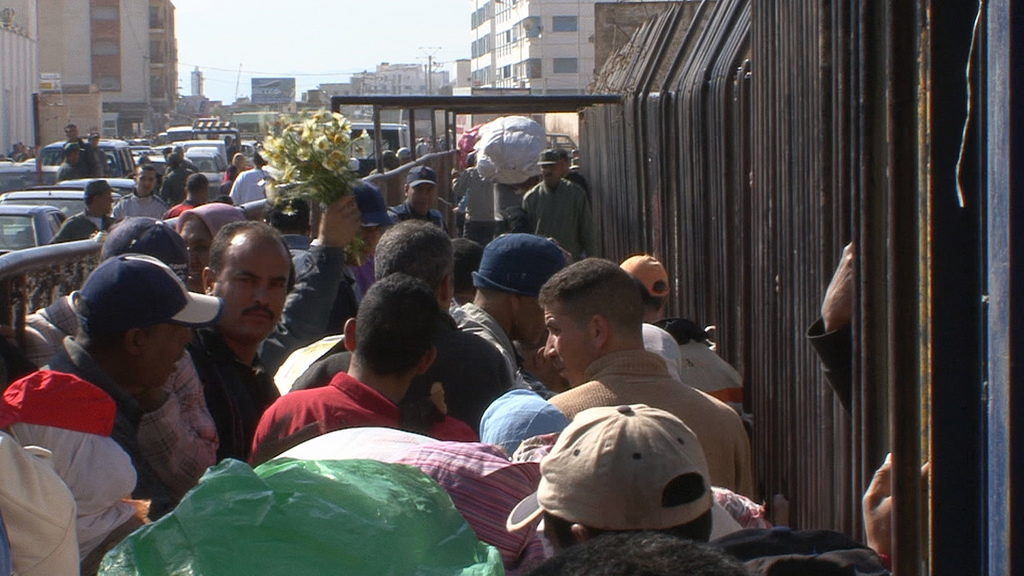
Gent transitant
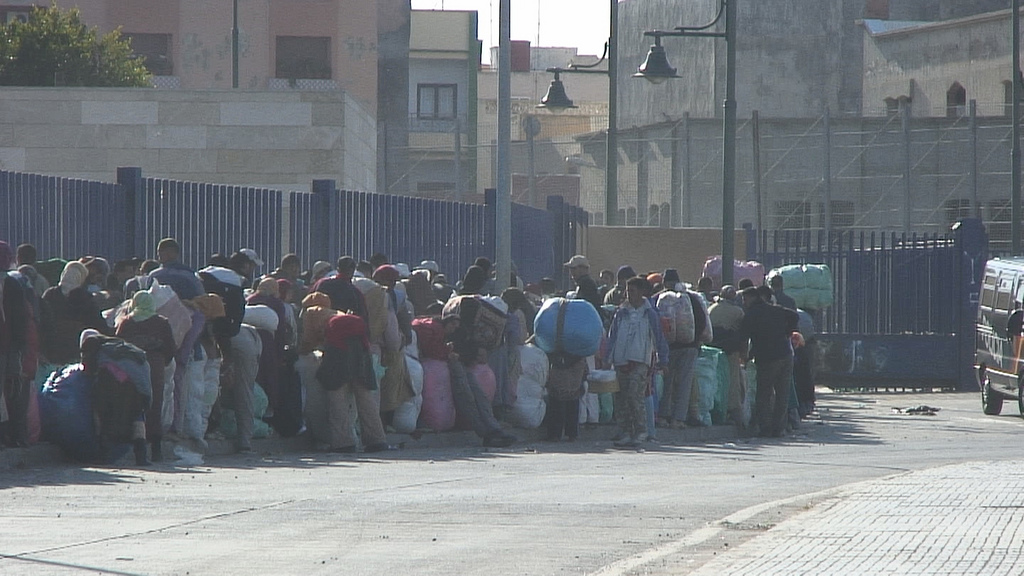
Comerciants amb productes.